# Jean-Marie Chevret
Jean-Marie Chevret, né en 1953, est un acteur, dramaturge et metteur en scène né en Touraine (France).

## Biographie
Jean-Marie Chevret a suivi les cours du Conservatoire de Tours puis au Théâtre de Tours. Il déménage ensuite à Paris où il suit les Cours Simon.
Il prend ensuite le poste de directeur de croisière sur le Mermoz, qui propose des croisières théâtrales.

## Œuvres

### Spectacles
- 1999 : Vous êtes libre (one woman show de Dominique de Lacoste)
- 2005 : Enfin moi (one woman show de Dominique de Lacoste)
- 2010 : Laissez-moi sortir (Théâtre Daunou)
- 2010 : En coup de vamp (Comédie de Paris)
- 2013 : Sous les feux de la Vamp ! (Comédie de Paris)

### Théâtre
- 2000 : Le Squat[3]: auteur
- 2003 : Les amazones : auteur
- 2004 : Faux Départ au Théâtre Rive Gauche : auteur[4]
- 2004 : Copier/coller au Théâtre Michel : auteur et acteur
- 2006 : Numéro complémentaire : auteur[5]
- 2006 : Les Trapézistes : auteur
- 2007 : Les Amazones, trois ans après : auteur
- 2009 : Lassez-moi sortir : auteur
- 2012 : Célibats sur cour : auteur
- 2017 : Un air de Provence : auteur

### Cinéma
- 1990 : Promotion canapé
- 1990 : Feu sur le candidat
- 2005 : Quartier VIP (auteur avec Laurent Firode)[6]

## Distinctions
- 2000 : Nomination « Meilleure pièce comique » aux Molières pour Le Squat
- 2000 : Prix de la Solidarité culturelle et artistique des Nations unies[7]